# Toribio (serie animada)
Ox Tales es una serie animada de televisión producida por Telecable Benelux B.V., Tele-Image Japón Inc. y Meander Studio en asociación con Saban Entertainment.
Fue una coproducción neerlandesa-japonesa basada en el cómic neerlandés Ox Tales creado por Wil Raymakers y Thijs Wilms.
La serie se emitió en TV Tokyo entre el 7 de abril de 1987 y el 29 de marzo de 1988. Consiste en 102 episodios de 12 minutos, en algunas transmisiones fueron hechas en bloques de 2 episodios con 24 minutos.
La serie fue puesta al aire en muchos países y ha sido doblada y subtitulada en inglés y en numerosos otros lenguajes.

## Otros títulos
- Ox Tales (título en inglés, versión de Saban)
- Boes, en neerlandés.
- Bof! (título francés)
- Buš Buš (título eslovaco)
- Chuckling Bus Story of Boes (título alternativo en inglés)
- Djurgården (título sueco)
- Fantazoo (título italiano)
- Funny Farm Madness (título inglés)
- Los cuentos del buey (título español)
- Μπουσμπους (Boes Boes) (título griego)
- O Bocas (título portugués)
- Oksen Anton (título noruego)
- Olé, Ollie (título brasileño)
- Ollie Ollie Oxen
- Ollie's Total Verrückte Farm (título en alemán)
- סיפורי מוש (Sipurei Mush) (título hebreo)
- Story of the Geragera Bus
- Toribio (título hispanoamericano)
- مغامرات بسيط (título árabe)
- げらげらブース物語 (Geragera Būsu Monogatari) en japonés
- 肥牛牛布斯 (título chino)

## Personajes
Los nombres que se ven aquí están acorde a la versión de Saban Entertainment, tanto en inglés como en español latinoamericano.

### Personajes principales
- Toribio el buey
- Juan la Tortuga
- Sammy el perro

### Otros personajes
- Edward el elefante
- Ellen la elefanta
- Igor el pulpo
- Crown el águila
- Gaylord el Gorila
- Bongo el Gorila
- Audrey la avestruz
- Rodney el rinoceronte
- Holly la canguro
- Bob el canguro
- Weave el canguro
- Jenny la canguro
- Turbo Tail Teddy el canguro
- Larry el chita
- Lenny el león
- Towilla el Tucán
- Bruce el oso
- Buggy la cigüeña
- Horacio el caballo
- Moe el topo
- Harry el perezoso
- Hannah la gallina
- Bibbo el búho
- Jojo el mandril
- Shirley la oveja
- Walter el pájaro carpintero
- Willy el pájaro carpintero
- Hilda la hipopótamo
- Robby el gallo
- Paul el oso polar
- Down Hill Donny la cigüeña
- Nessie la vaca
- Calvin el ternero
- Topsy el oso hormiguero
- Tom el pavo
- Tim el orangután
- Patrick el puerco espín
- Las cigüeñas MacDuff
- Snuffles el Panda
- Zane the cebra
- Peggy la cerda
- Peter el cerdo
- Jolly el delfín
- Tiger el gato
- Peep el zorrillo
- Bura el cuervo
- Rott el loro
- Jebediah la locomotora a vapor
- Rex the digger
- Taylor the Diesel British Rail Class 35

## Créditos

### Créditos originales
- Directores: Haramaki Naka, Hiroshi Sasagawa
- Idea original: Wil Raymakers, Thijs Wilms
- Realización : Hiroshi Sasagawa
- Música : Shinsuke Kazado, Clous van Mechelen
- Efectos especiales y diseño de sonido : Hisao Shirai
- Escritores: Nao Furukawa, Toshi Ôhira, Tony Dirne, Matsue Jimbo
- Productores: Dennis Livson, Kazuo Tabata

### Versión en inglés
- Productor ejecutivo: Haim Saban
- Productor supervisor: Winston Richard
- Directores: Robert Barron, Tom Wyner
- Ejecutivo a cargo de la producción: Jerald E Bergh
- Productor asociado: Eric S Rollman
- Supervisor del guion: Tony Oliver
- Música: Haim Saban, Shuki Levy
- Idea original y diseño de personajes: Wil Raymakers, Thijs Wilms

### Escritores de episodios doblados al inglés
- Tracy Alexander
- Robert Axelrod
- Robert Barron
- Robert Benedict
- R. Dwight
- Richard Epcar
- Melora Hart
- Benjamin Lesko
- Tony Oliver
- Mike Reynolds
- Barbara Riel
- Donald Roche
- Michael Sorich
- Jeff Winkless
- Tom Wyner

## Anuncios regionales
Algunos episodios de la serie fueron lanzados en VHS a principios de 1990; el programa fue lanzado oficialmente en DVD en Portugal y España en 2006.